# Тан
Вижте пояснителната страница за други значения на Тан.
Тан (на китайски 唐朝) е династия императори, управлявала Китай между 618 и 907. Тя е предшествана от династията Суй и е последвана от Периода на Петте династии и десетте царства. Управлението на династията е прекъснато за кратко (690 – 705) от това на императрица У Дзътиен от втората династия Джоу.
Династията Тан, с нейната столица Чанан, най-големия град в света по онова време, се смята от историците за върхов период на китайската цивилизация, наред с династията Хан. Територията на Китай, придобита след военните начинания на първите владетели, е по-голяма, отколкото при Хан. Контактите с Индия и Близкия изток стимулират креативността в много области. Будизмът, възникнал в Индия по времето на Конфуций, продължава да процъфтява при династията Тан и е възприет от императорското семейство, превръщайки се в неразделна част от китайската култура.
Периодът Тан е златен век на китайската литература и изкуство. Държавната бюрокрация, поддържана от широка прослойка конфуциански учени, избирани чрез сложна система на изпити, се разраства значително при управлението на Тан, които се опитват по този начин да намалят влиянието на аристократичните родове и военачалниците. От времето на Тан до края на династията Цин през 1911 бюрокрацията е ключов елемент в китайската държавна система.

## Предистория
Преди 7 – 8 век, само една династия – Хан, е успяла да обедини цял Китай и да създаде трайна и единна империя. Но през 3 век тя е свалена от междуособните борби в двора и амбициите на военните командири. По-късните номадски нашествия от северните степи спомагат за поддържане на политическата нестабилност и разпокъсаност на Китай – племената на хуни, тюрки, монголи и дори тибетци кръстосват или се настаняват в тези земи, създавайки множество нетрайни малки царства. Номадските нашественици се смесват с местното население и възприемат китайската цивилизация. В същото време китайската аристокрация бяга на юг, където постепенно се размесва чрез бракове с местни смейства, дотогава смятани в Северен Китай за простолюдие, а южните области – за провинция. В резултат на това, през 5 – 6 век, в Северната китайска равнина се появява пъстра мозайка от раси и култури, и се оформя аристокрация, смятаща се за законен наследник на китайската традиция. През 6 век, няколко такива династии се опитват да установят господство над Китай, но се провалят в безкрайните малки войни, разоряващи страната. Едва през 589 г., династията Суй успява да победи съперниците си и да основе новата Китайска империя.
Първият император от династията Суй – Уън ди, започва да възстановява Китай, използвайки за модел управлението на Хан. Проектирана е нова столица, направени са поземлени реформи, основани на система, наречена юнтян – „еднакви ниви“, строят се множество канали. След смъртта на императора през 604 г., на трона се възкачва синът му – Ян ди, при когото строежите продължават с още по-голяма интензивност – изградена е нова столица, Янджоу, довършена е Великата система от канали между Пекин и Ханджоу (някои от водните пътища са с широчина над 40 m). Продължава укрепването на северните граници – Ян-ди увеличава височината на Великата китайска стена и дава значителни суми на номадски племена да охраняват търговските пътища.
Разходите за всичко това обаче са огромни. За прокопаването на каналите стотици хиляди селяни са принудени да се трудят ежедневно. Когато провинциални чиновници се оплачат от липсата на работна ръка или не успеят да изпълнят възложените задачи, императорът заповядва екзекуцията им. Много работници умират при строежите по Великата китайска стена – през лятото на 607 г. пет или шест души от всеки 10 умират от изтощение и преумора. 

## Възкачване на династията
През 611 г. император Ян ди предприема серия от походи срещу царство Когурьо, в което влизат части от Корейския полуостров и Южна Манчжурия, някога принадлежали на династия Хан. И в трите си кампании обаче, императорът търпи поражение. Недоволството от военния разгром, съчетано с лошите условия при управлението на императора, прераства в бунтове. Някои от тях са спонтанни селски въстания, а други – резултат на заговори, ръководени или подкрепяни от аристократи в двора. За седем години избухват над 200 бунта.
През 616 г., Ян-ди изоставя северните райони и се премества в столицата си Янчжоу на юг, където е убит две години по-късно. Година след бягството му, един от способните военачалници на династията Суй – Ли Юен, завладява старата столица Чанан и се провъзгласява за император под името Гаодзу, поставяйки началото на новата династия Тан.
Новият владетел се заема веднага да сложи край на въстанията, но умиротворяването на страната е постигнато едва през 624 г. През тези години Гаодзу си спечелва репутацията на щедър и опрощаващ монарх. Освен това той далновидно осигурява представителство на всички райони на Китай във висшите органи на държавата и фактически удвоява броя на префектурите и областите, предлагайки административни постове на тези водачи на бунтове, които спрат военните действия срещу него.

## Управление
Гаодзу управлява само няколко години и е свален от сина си, Тайдзун, който предприема мащабни административни реформи и поставя основите на стабилното управление на династията. Името му означава „Велик предтеча“ и китайските историци приемат, че Тайдзун е основателят на династията, а не баща му. Проявява се като способен военачалник още на 16-годишна възраст, начело на атаката на Гаодзу срещу Чанан. Известен е и с убийството на двамата си братя край портите на двореца, единият от които е законния престолонаследник.
Независимо от това, Тайдзун управлява като справедлив владетел и се проявява като умел политик и способен пълководец. Императорът успява да установи добри отношения със съветниците си, много от които са назначени още от баща му. При неговото управление, висшите държавни служители се чувстват пълноправни участници в определянето на държавната политика и в управлението на Китай. Моделът, наложен от Тайдзун, често е сравняван с конфуцианския идеал и е наречен от по-късните китайски историци Реалното видение – признание за постиженията на Тайдзун като държавник.
Императорът подобрява ефективността на държавническия апарат, като намалява броя на чиновниците. Освен това служителите в провинцията са поставени под надзора на инспектори – по един за всяка от 10-те тогавашни административни области на империята. Тайдзун възстановява и старата изпитна система от времето на Хан за подбор на служители. Изпитите се провеждат всяка година от Съвета на висшите държавни служители в Чанан. На изпитите се допускат всички кандидати, а въпросите са от областите история, конфуцианска класика, администрация, управление и поезия.
Управлението на династията се характеризира с нетипична за предишните периоди устойчивост и е прекъснато само от управлението на императрица У Дзетян, единствената жена, управлявала Китай.
Началото на 8 век се смята за зенита на династията Тан, ако не и на цялата китайска цивилизация. Император Сюендзун довежда Китай до неговия златен век и влиянието на Тан достига до Япония и Корея на изток, Виетнам на юг и Централна и Западна Азия на запад. Преломната точка за възхода на Китай е в края на управлението на Сюандзун, когато въстанието на Ан Лушан едва не унищожава династията. То не постига успех, но оставя страната отслабена и разпокъсана и през следващия век и половина Тан не успяват да достигнат предишното си влияние.

### Идеология
От самото си начало, династия Тан започва да комбинира изконно-китайските и степните начала̀. Основателят на династията, който е сравняван от Лев Гумильов в това отношение с Александър Македонски, е човек, добре запознат с народите на степите, нравите и обичаите им; такива са и много хора от обкръжението му. Първата част от управлението на Тан е период на интензивен културен обмен между двата региона; степта дава на тански Китай войски, във вид на тежка кавалерия, а на свой ред, конниците са увлечени от богатството и древната, изтънчена култура на китайците. За тях, танският император едновременно е и хан/ каган на равния им народ табгач; именно такова например е възприемането в епитафията на тюркютския хан Кюл-Тегин, който споменава себе си и своя народ като кул (васали, роби) на табгачкия каган и на народа табгач, а не като китайски поданици.
Имперската идея за обединяване на Китай и степите, както физически, така и културно, под властта на танския император, в течение на столетия определя насоките на вътрешната и външната политика на държавата. Въпреки това, с течение на времето, танската династия започва да се възприема от съставляващите числено мнозинство в империята етнически китайци (хан) като нещо чуждо, а политиката ѝ по отношение на „варварите“, а покровителстването на будизма – като неприемливо. По мнението на Гумильов, именно последователната реализация на идеята за „съчетаване на несъчетаемото“ води до стремителния възход и разцвета на династията Тан, а по-късно – до не по-малко стремителното и кърваво падение.

### Култура и икономика
Мирът и редът в страната позволяват съсредоточаването на всички производителни сили за благото на Китай. Процъфтяват селското стопанство, занаятите и търговията. Нови технологии започват да се използмат в тъкачеството, боядисването, производството на керамика, металургията, корабостроенето. Цялата страна е покрита с мрежа от сухопътни и водни пътища. При Тайдзун, Китай установява широки икономически и културни връзки с Япония, Корея, Индия, Персия, Арабия и много други държави.
Развиват се науката и техниката. През 725 г. И Син и Лян Линдзан конструират първите механични часовници с анкерен механизъм. Разпространяват се барутните оръжия: отначало във вид на устройства за фойерверки, ракети и „огнени дракони“ за флота, по-късно и във вид на оръдия за стрелба със снаряди.
По цялата страна се разпространява традицията на пиенето на чай. Формира се специално отношение към чая: чайното изкуство (ча и, 茶艺), благодарение на което чаят, по-рано разглеждан като лекарство или един от продуктите за храна, се превръща в ключов елемент на китайската култура. Китайската класическа литература увековечава имената на знаменити майстори на чайните церемонии от епохата на Тан – Лу Тун и Лу Юя.

### Упадък
Причините за упадъка на династия Тан не са установени с достоверност, макар че серията въстания и военни поражения през 8 век маркират началото на отслабването на централната власт. Към 40-те години на века, арабите от Хорасан (по това време провинция на халифата на Абасидите) закрепват господството си във Ферганската долина и Согдиана. В хода на Таласката битка (751 г.), наемните отряди на китайската войска напускат бойното поле, което принуждава командващия Гао Сянджи да отстъпи. Скоро след това избухва въстанието на Ан Лушан (756 – 761 г.). Династията е отслабена, и никога не достига пресната си слава и величие. Империята Тан изгубва контрола си над Средна Азия, и на китайското влияние в този регион е сложен край – до обединението им от монголите при династията Юен.
Друго следствие от въстанието на Ан Лушан е постепенното нарастване на влиянието на провинциалните военни губернатори – цзедуши, които с течение на времето стават съперници на централната власт. Танското управление се уповава на тези губернатори и войската им при потушаването на въстанията по места. В замяна, то признава правата им да поддържат войски, да събират налози, и даже да предават титлата си по наследство. Спадането на влиянието на централната власт в провинциите води и до появата на голям брой бандити и речни пирати, които, обединявайки се в групи от по сто и повече души, безнаказано ограбват селищата по бреговете на Янцзъ, без да срещат отпор от страна на властите.
През 858 г., голямо наводнение в района на Великия канал оставя под вода обширни части от равнините на Северен Китай и води до гибелта на десетки хиляди души. Вярата на китайците в богоизбраността на сенилната династия е разклатена в резултат на стихийното бедствие – разпространява се убеждението, че династия Тан е разгневила небесата и е изгубила Небесния мандат. По-късно, през 873 г., страната е сполетяна от стихийна суша, в някои райони е събрана едва половината от обичайната реколта; десетки хиляди души се оказват на границата на гладна смърт. В ранния период на династията, правителството е било способно да предотврати катастрофалните последствия от недостига на храна благодарение на натрупването на значителни зърнени запаси в цялата страна, но през 9 век то се оказва безпомощно пред подобно бедствие.
Съгласно мнението на традиционната историография, един от факторите за упадъка на династията става засилването на евнусите в двора. Те съставят специалния консултативен орган шуми-юан и към 9 век притежават достатъчно власт, за да влияят върху политическите решения, да наказват със смърт и, предполагаемо – даже да убиват императори. След въстанието на Джу Цъ (783 – 784 г.), под тяхно командване се оказва армията Шъндзъ. Активна кампания против евнусите провежда император Тан Уъндзун (809 – 840 г., на трона от 827 до смъртта си), след като брат му, император Дзиндзун, е убит от кликата им през 817 г. Кампанията на Уендзун не се увенчава с успех.

## Краят на династията
Династията е прекъсната, когато един от тях, Джу Уен, сваля последния император и си присвоява трона, поставяйки началото на Периода на петте династии и десетте царства.
В последния период от управлението на династия Тан, се наблюдава отслабване на централната власт и засилване на провинциалните военни губернатори, които започват да управляват почти като независими владетели. Некомпетентността на императорите и корупцията сред чиновниците, в съчетание с неблагоприятни природни условия – суши и последвал глад, служат като причина за редица въстания. Окончателно, господството на династия е подкопано от въстанието на Гуан Чао и борбите между различните групировки сред господстващата класа. Въстаниците завладяват и разграбват и двете столици, Чанан и Луоян. Потушаването на въстанието отнема над 10 години, но династията не успява да се възстанови от сътресението. Последният император от династията, Ли Джу, е свален през 907 г. от военачалника Джу Уен – в миналото един от ръководителите на селското въстание, изменил на Хуан Чао и преминал на страната на династия Тан. Джу Уен учредява новата династия Късна Лян и приема храмовото име Тайдзу. Превратът ознаменува началото на периода на Петте династии и десетте царства (907 – 960 г.).

## Политическо и административно устройство

### Първоначални реформи
С идването си на власт, Тайдзун решава да проведе реформи, които да помогнат на династията да се справи с вътрешните проблеми, сложили край на предните, краткотрайни династии. Опирайки се на суйския кодекс, той издава углавен кодекс, който, в реформиран вид, се използва дълго време в Китай, Виетнам, Корея, и Япония. През 653 г., кодексът придобива известната си форма: 500 члена, разделени по престъпления и наказания, като наказанията варират от 10 удара с лека палка до 100 удара с тежка, изгнание или смърт. Кодексът затвърждава социалното неравенство: тежестта на наказанието зависи от социалното и политическо положения на престъпника. Например, ако слуга убие господар, то наказанието е тежко, а ако господар убие слуга, то е леко. Същото важи и за по-стори и по-млади родственици. Танският кодекс се реформира и използва като основа за углавните кодекси на следващи династии, например ранния мински кодекс от 1397 г.
С управлението се занимават три (от общо 6) министерства – „шен“, които са заети с разработването на проекти, съгласуване на решения, издаване на юридически актове и надзор на съблюдаването им. Има и 6 управления – „бу“, които решават по-конкретни задачи. Танската система на шен и бу е доста удобна и, макар да претърпява значителни изменения, просъществува до падането на Цин през 1912 г. Въпреки че основателите на Тан подражават на славната династия Хан (202 г. пр.н.е.-220 г.), танската управленска система е основана на разработки от епохата на Южните и Северните династии. Северна Джоу (557 – 581) създава системата на териториалните дружини (фубин) и Тан активно я използва, което позволява да се поддържа голяма армия с минимални разходи, доколкото войниците служат посменно, а през останалото време работят на фермите си. Системата на Северна Уей (386 – 534) за равенство на половете, също е приета, но с редица изменения.
В танската епоха се извършват повече граждански сделки, оформят се подписани договори, макар централните и местните органи на властта да се стремят да контролират всички сделки със земя, страхувайки се от намаляване на постъпленията от данъци. Договор, подписан от страните, свидетели и писар, е доказателство и при съдебен спор. Наченки на тази култура на договорите възникват още при династия Хан, но при Тан договорите стават обичайни, което се отразява и в литературата.
Столицеа на империята е град Чанан (съвременния Сиан), където е разположен императорския дворец, в който се устройват пищни приеми на посланици с музика, спортни състезания, акробатически номера, поезия, живопис, и театрални представления. В съкровищниците и складовете се съхранява огромно количество богатства и ресурси. Когато китайските местни чиновници пристигат през 643 г. на ежегодния императорски прием, много от тях не успяват да си намерят подслон в града и вземат стаи от търговци. Тогава император Тай Дзун заповядва на министерствата да създадат в столицата държавни помещения за настаняване на чиновници-делегати.

### Имперски изпити
По примера на династията Суй, танските императори разширяват изпитната система, вместо деветранговата. Учениците-конфуцианци се подготвят за държавни изпити, и след това кандидатстват за длъжности на местни, регионални и столични държавни служители. Изпитите са от типа миндзин („разбиране на заноните“) и дзиншъ („изпити за учен“). При миндзин се проверява способността за разбиране на конфуцианската класика, като за проверка трябва да се цитира широка гама от текстове. При дзиншъ се подлага на изпитание способността на изпитвания да напише есе по тема от държавното управление или политиката, както и изпит по китайска поезия. Внимание се обръща на достолепната осанка, външния вид, речта, калиграфията. Това се оценява субективно и често по-прилично облечените и занимаващи се с ораторство аристократи получават предимство. По този начин, изпитите не дават реално равенство: потомците на аристократите заемат повечето от най-важните постове. В изпитите може да участва всеки човек, чийто баща не е занаятчия или търговец. Богатството или благородното потекло не са задължителни. Правителството насърчава образованието, като строи училища и издава У Дзин с коментари.
Държавата е заинтересувана в привличането към управлението на най-талантливите, но императорите силно зависят от аристократите, а след това и от управителите на областите, които не желаят да се подчиняват на чиновници от простолюдието, без земи и потекло. Наследственото право създава равни наследствени права за всички деца, което дава на хората социална мобилност и предотвратява натрупването в ръцете на бюрократите на власт и земи. Чиновниците си създават контакти в местните общини, чрез които осъществяват връзката на простолюдието в провинциите с имперските центрове. От времета на Тан до 1912 г., учените-бюрократи са посредници между народа и правителството. Между другото, разширяването на изпитната система при Тан не достига максимума си – едва при Сун чиновниците окончателно се сливат с изпитната система и стават управляваща класа. Историкът Патриша Ибрей пише за държавите от суйския период по отношение на учените-чиновници:

Изпитната система, използвана в неголеми размери през суйския и танския период, играе централна роля при формирането на новия елит. Ранните суйски императори са заинтересувани, преди всичко от недопускане на концентрацията на власт в ръцете на военните. Те значително разширяват системата на държавни изпити и училища.

### Религия и политика
От самото начало, религията играе важна роля в танската политика. В своя манифест, Ли Юен посочва, че е потомък на даоиския светец Лао Дзъ (вероятно 6 век пр.н.е.). В обществените учреждения е разрешено да има будистки монаси, които в замяна се молят за благополучието на дарителите си. До началото на преследването на будизма през 9 век, будизма и даоизма са равноправни. Сюендзун (управлявал от 712 до 756 г.) кани монаси от двете религии в двора си. В същото време, Сюан Дзун посмъртно награждава Лао Дзъ с много титли, пише коментари към даоиски текстове, създава школи за подготовка за даоиските изпити за познаването на законите, а през 726 г. кани в двора си индийския монах Ваджрабодхи (671 – 741), който да изпълнява тантрически ритуали, с цел да прекрати сушата през годината.
През 742 г. Сюан Дзун лично държи кандилото по време на ритуала на ланкийския монах Амогхаваджра (705 – 774), ученик на Ваджрабодхи, докато той чете „мистични заклинания, за да осигури победа на войските на Тан“. Ако религията играе важна роля в политиката, то политиката също играе важна роля в религията. През 714 г., Сюан Дзун забранява на търговците и магазините в Чанан да продават копия на будистките сутри, за да може само будисткото духовенство да разпространява сутрите сред миряните. През предходната година, императорът ликвидира доходната Неизчерпаема съкровищница, ръководена от важния будистки манастир в града. Манастирът събира огромни суми пари, коприна и ценни предмети като подаръци от анонимни дарители, които ги дават „за поддържане на манастира“ като знак на покаяние. Макар че самият манастир също активно раздава дарения, император Сюан Дзун изземва съкровищата в хазната като получени въз основа на незаконни финансови сделки, и ги разпределя между други будистки и даоистки манастири, изразходва ги за ремонт на статуи, зали, мостове и пътища.

### Данъци и преброяване
Правителството на Тан винаги се стреми да знае точния брой на поданиците на империята, главно за данъчни и военни отчети. Ранното управление на Тан налага леки данъци в зърно и платове на всяко семейство. Това прави регистрацията на домакинствата в местните органи изгодна за семействата, така че правителството получава достоверна информация относно реалния им брой. При преброяването от 609 година, в империята има 9 000 000 домакинства, или 50 милиона души. Следващото преброяване на Тан е през 742 г., когато също са отчетени 50 милиона души. Патриша Ибрей пише, че дори ако значителен брой хора не са участвали в преброяването, то танската империя е населявана от немного повече хора, отколкото при Хан (когато има 58 млн. души). С. Адшийд не е съгласен, предполагайки наличието на 75 млн. души през 750 г.
Според преброяването от 754 година, в империята има 1859 града, 321 префектури и 1538 окръга. Въпреки че има много градове, в това число и гъстонаселени, селските жители са 80 – 90% от общото население. Наблюдава се и миграция от северната към южната част на Китай – в началото на управлението на династията, в северната част на Китай живеят 75% от населението, а към края му – само 50%.
Числеността на танското население (ок. 50 млн.) не нараства много чак до времето на династия Сун, когато в Централен и Южен Китай нараства производството на ориз с използването на развита иригация и населението бързо се удвоява до над 100 милиона души.

## Външна политика
7 век и първата половина на 8 век обикновено се считат за зенит на епохата на династия Тан. Император Тан Сюан Дзун издига Средното царство в златната му ера, а Пътя на коприната процъфтява. Китай властва над Индокитай на юг, планината Памир (днешен Таджикистан) на запад и покровителства Кашмир, граничещ с Персия.
Царствата, плащащи данък на династията Тан включват Кашмир, Непал, Хотан, Куча, Кашгар, Япония, Корея, Чампа, както и царства, разположени в долините на Амударя и Сърдаря. Тюркските номади наричат императорът на тански Китай Тиан Кеан. След като голямото въстание в Тюркския хаганат на Халиг Ишбара хан е потушено край Исък Кул през 657 г. от Су Динфан, император Гаодзун създава няколко протектората, ръководени от управител или главен управител, които разширяват китайската сфера на влияние до Херат в Западен Афганистан. Управителите получават голяма автономия, за да се справят с местните кризи, без да чакат решението на централната власт.